# Górzno (Powiat Garwoliński)
Górzno ist ein Dorf sowie Sitz der gleichnamigen Landgemeinde im Powiat Garwoliński der Woiwodschaft Masowien, Polen.

## Gemeinde
Zur Landgemeinde Górzno gehören folgende Ortschaften mit einem Schulzenamt:
Chęciny
Gąsów
Goździk
Górzno
Górzno-Kolonia
Józefów
Kobyla Wola
Łąki
Mierżączka
Piaski
Potaszniki
Reducin
Samorządki
Samorządki-Kolonia
Unin
Wólka Ostrożeńska
Ein weiterer Ort der Gemeinde ist Antonin.